# Musoma
Musoma is een stad in het noorden van Tanzania. Het heeft ongeveer 106.000 inwoners en is de hoofdstad van de regio Mara. Het ligt op de oostelijke oever van het Victoriameer. De stad werd door de Duitse koloniale regering opgericht aan het einde van de 19e eeuw.
De toeristen zijn hier niet in groten getale aanwezig ondanks dat Musoma zo dicht bij de westelijke ingang van het Serengeti National park ligt.
Sinds 1957 is Musoma de zetel van een rooms-katholiek bisdom.